# Баракпай
Баракпа́й (каз. Барақпай) — село у складі Сандиктауського району Акмолинської області Казахстану. Адміністративний центр Баракпайського сільського округу.
Населення — 240 осіб (2021; 354 у 2009, 497 у 1999, 871 у 1989).
Національний склад станом на 1989 рік:
- казахи — 38 %;
- росіяни — 25 %.